# 坞舱
坞舱（英语：well dock或well deck），是现代两栖战舰上设置的位于船尾水线处的船库。在美国海军的官方定义中，当坞舱注水后，被称为湿坞舱（wet well）。通过对坞舱注水，船只可以降低船尾，从而使快艇、登陆艇、两栖车辆、突擊潛艇等直接进入船内。

## 传统船舶术语

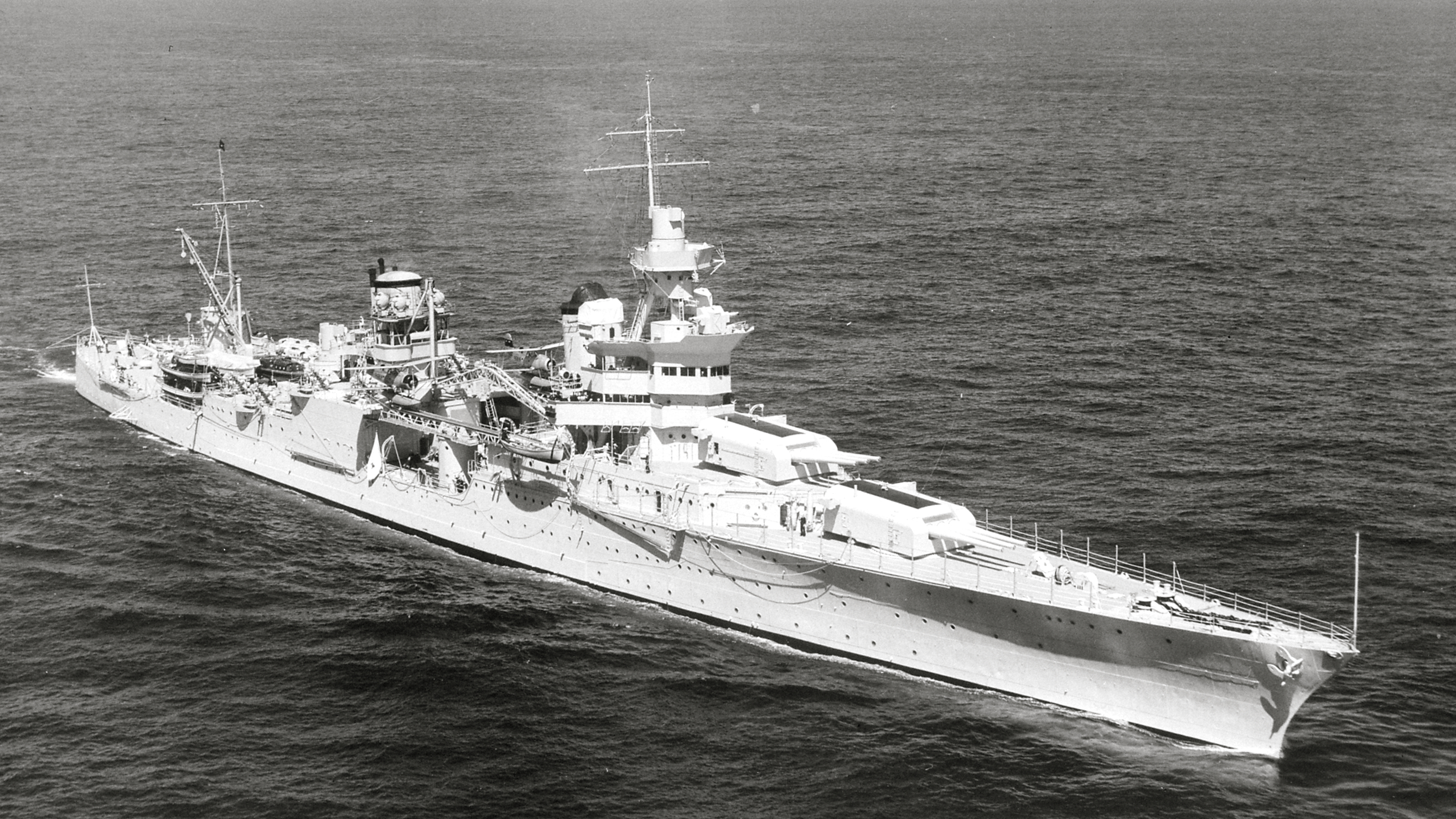
二战中的印第安纳波利斯号重型巡洋舰中部为“井式甲板”

在传统舰船中，井式甲板（well deck）是指低于船首和船尾的露天甲板部分。这类设计使得主甲板从外观看上去不连续，和平甲板（flush deck）相反。由于水无法从井式甲板舷侧排出，可以会形成一个类似“井”的集水区，因而这类船舶需要设计额外的排水设施。在很多船只上，井式甲板通常设置船体中部建筑和艏楼或船尾之间，用于布置货舱和货物起重设备。
二战时期的一些军舰，会在上层建筑之间设置井式甲板，有时是为了给飞机和飞机弹射器预留出空间。例如美国海军的印第安纳波利斯号重型巡洋舰在前烟囱的后方设置了井式甲板，用于放置飞机弹射器和柯蒂斯海鸥水上飞机。
客轮的井式甲板通常供最低等舱乘客使用，而泰坦尼克号的井式甲板则提供给三等舱乘客。到20世纪中期，客轮井式甲板的设计概念已经过时，而较新的船舶则采用平甲板设计。

## 两栖战舰坞舱

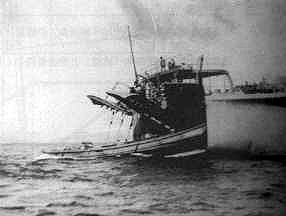
神州丸打开船尾舱门

现代两栖战舰中的坞舱（well dock或well deck）的定义和传统船舶术语中的井式甲板（well deck）不尽相同。当今两栖战舰中的坞舱通常是封闭式结构，本质上是一个可浸水隔间。
二战时英国建造了坦克登陆艇（TLC），该型登陆艇有着很深的井式甲板。其后英国设计建造了船坞登陆舰（LSD），她有着开放式且极深的井式甲板，其可以释放小型水面载具。这两类设计仍然是传统船舶定义中的井式甲板。
现代意义上的"坞舱"设计的先驱是日本陆军1934年建成的神州丸。其内部设有大型船库，船库内铺设滚轮轨道并延伸到船尾。步兵登陆艇从沿着轨道滑行并在船尾坡道释放出。该舰在二战中投入使用。
当今不少两栖战舰都设置有坞舱。美国海军的新型战舰中仍使用well deck的叫法。其他一些国家的海军（如荷兰皇家海军、法国海军）会采用well dock的叫法，以便和传统船舶术语中的“井式甲板”区分。

## 图片集

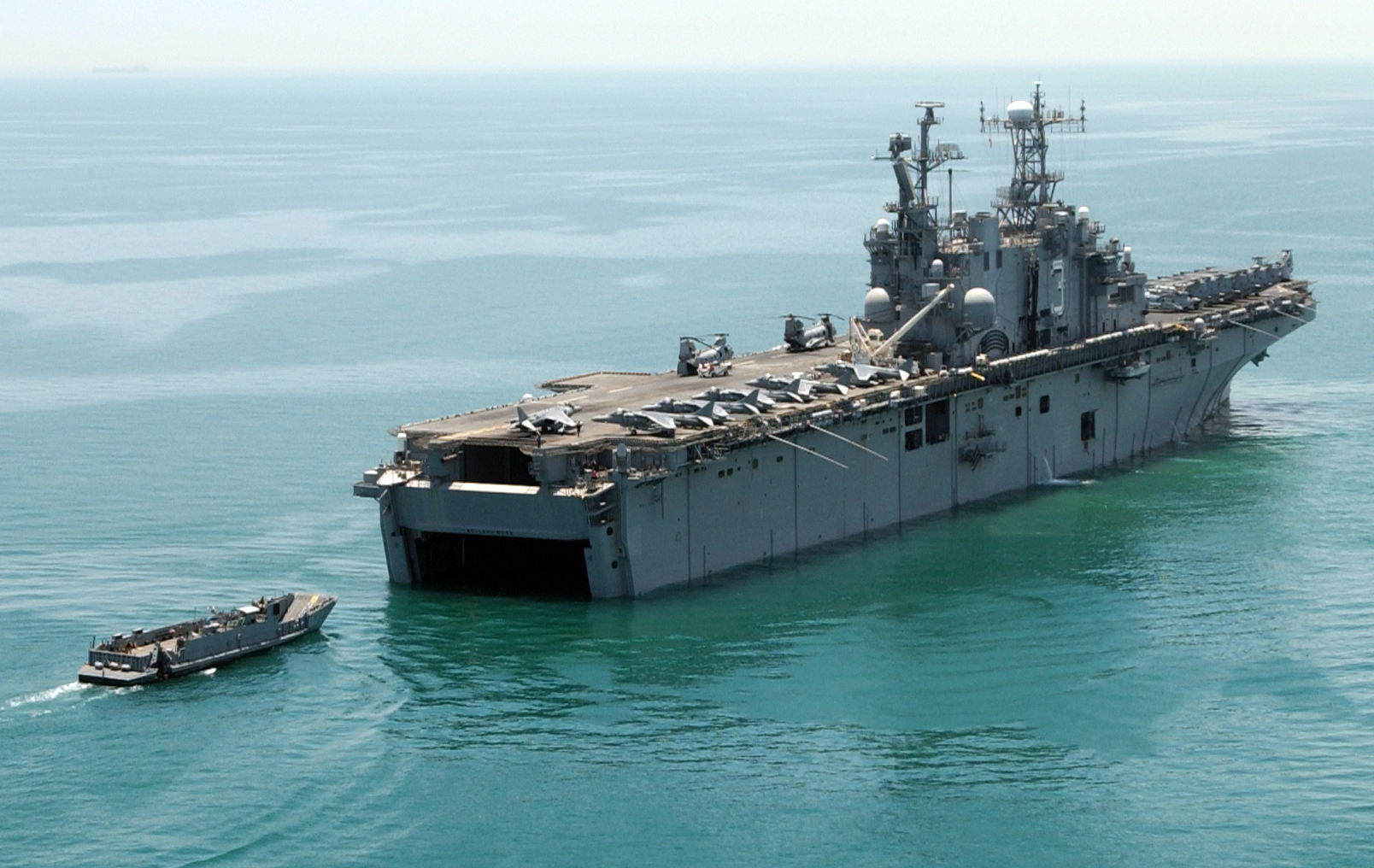
塔拉瓦級兩棲突擊艦坞舱
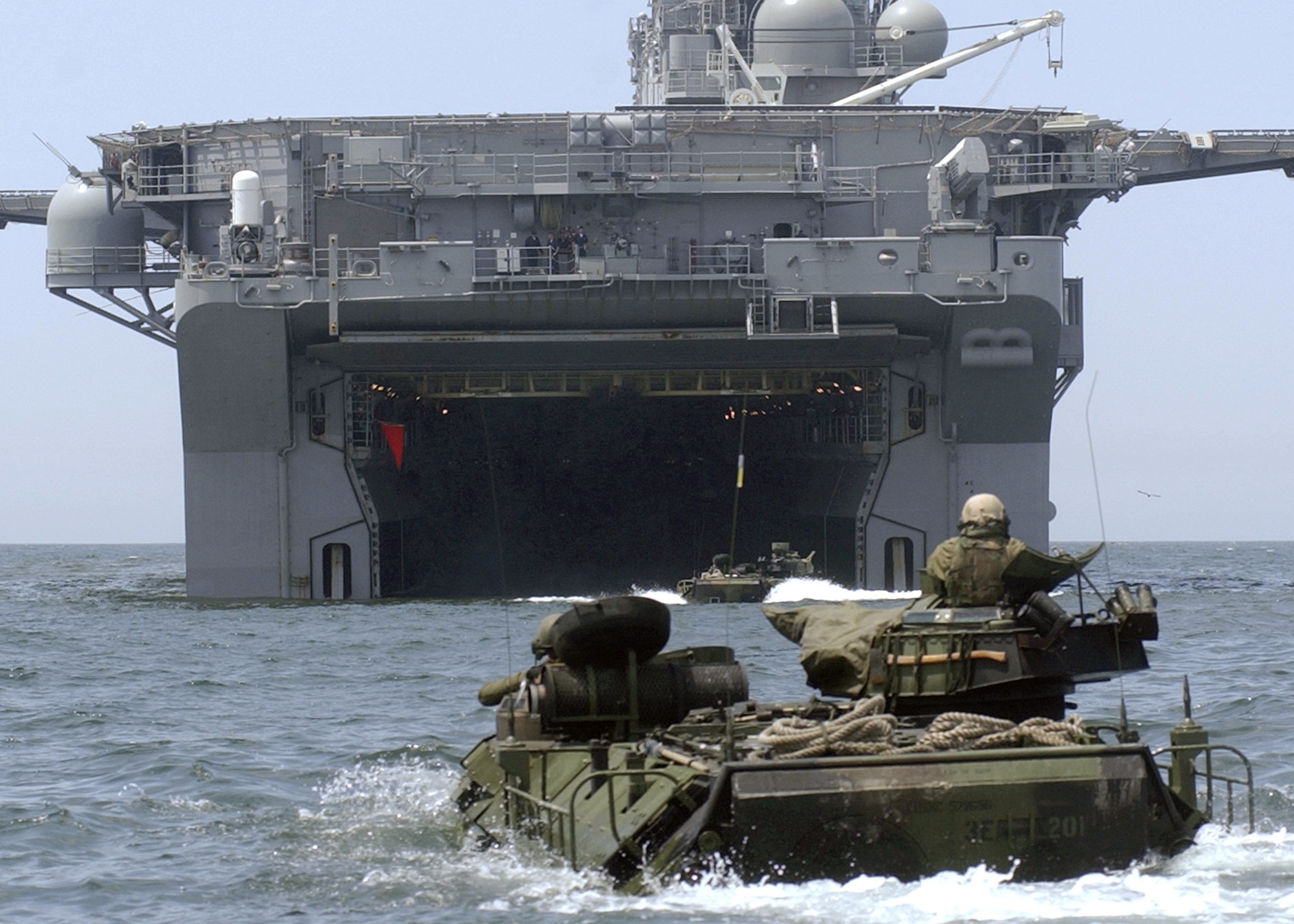
黃蜂級兩棲突擊艦坞舱
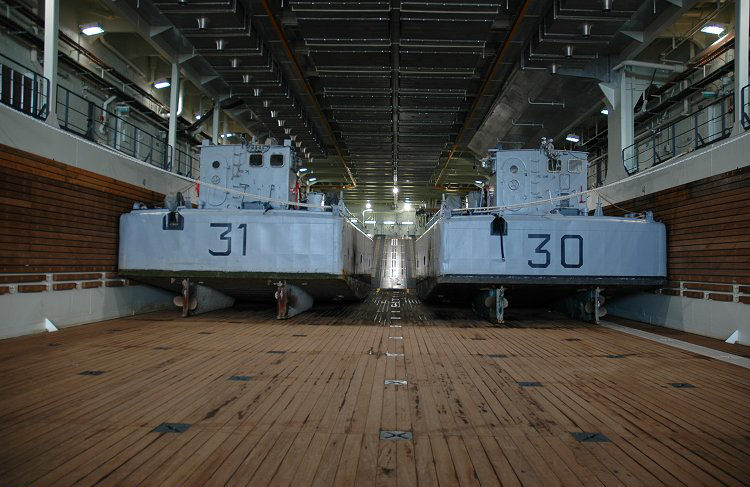
西北風級兩棲突擊艦坞舱
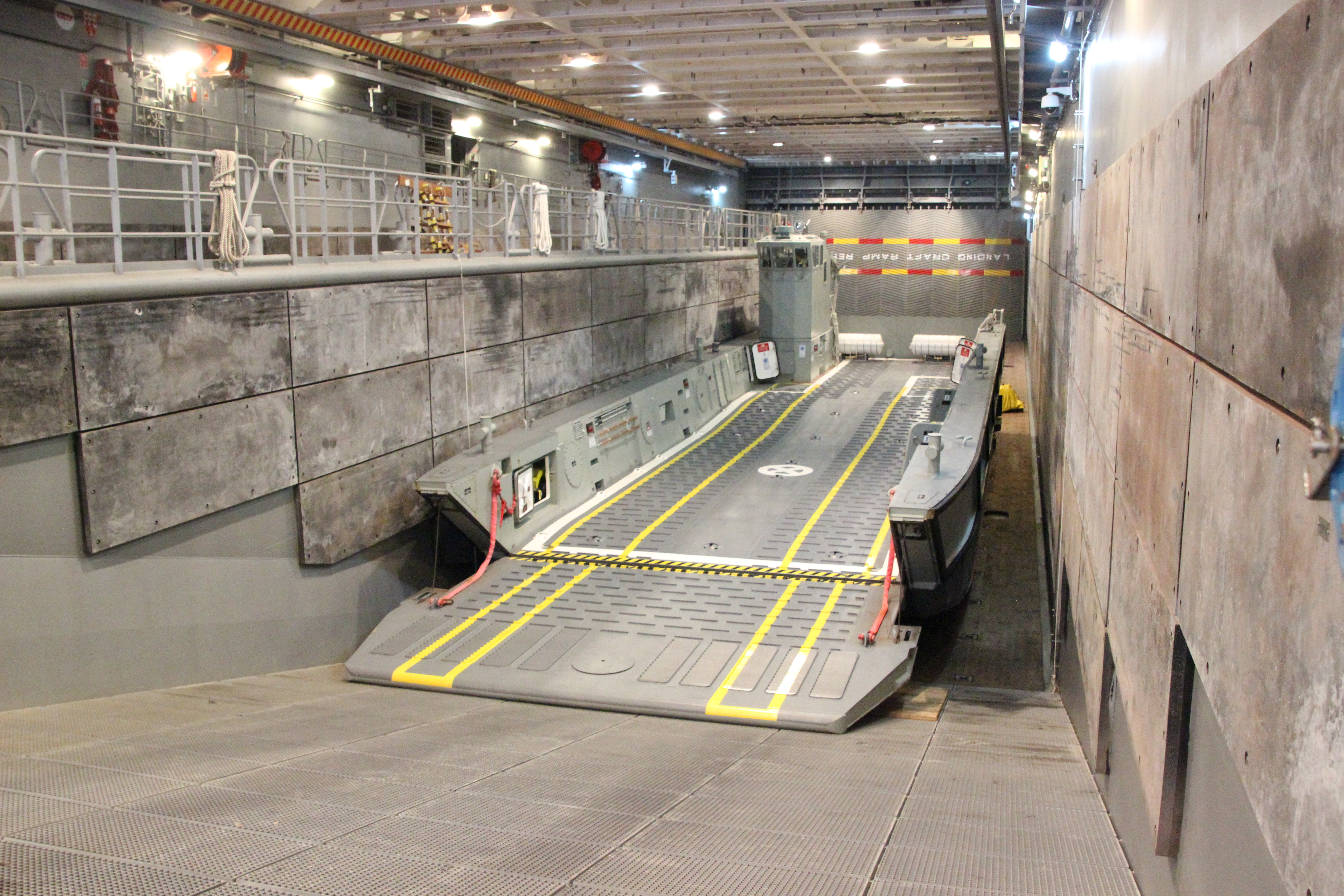
堪培拉级两棲攻击舰坞舱